# Cruzeiro do Sul (kommun i Brasilien, Rio Grande do Sul)
Cruzeiro do Sul är en kommun i Brasilien.   Den ligger i delstaten Rio Grande do Sul, i den södra delen av landet, 1 600 km söder om huvudstaden Brasília. Antalet invånare är 12 331.
Trakten runt Cruzeiro do Sul består till största delen av jordbruksmark. Runt Cruzeiro do Sul är det ganska tätbefolkat, med 134 invånare per kvadratkilometer.